# NGC 4573
NGC 4573 ist eine linsenförmige Galaxie vom Hubble-Typ SB0-a im Sternbild Zentaur am Südsternhimmel. Sie ist schätzungsweise 125 Millionen Lichtjahre von der Milchstraße entfernt.

Das Objekt wurde am 15. März 1836 von John Herschel mit einem 18-Zoll-Spiegelteleskop entdeckt.